# Esamus
Esamus är ett släkte av skalbaggar. Esamus ingår i familjen vivlar.

## Dottertaxa tillEsamus, i alfabetisk ordning[1]
- Esamus acutus
- Esamus albicinctus
- Esamus albilaterus
- Esamus albomarginatus
- Esamus andrewesi
- Esamus cephalotes
- Esamus chevrolati
- Esamus chloritis
- Esamus chloroleucus
- Esamus circumdatus
- Esamus crassipes
- Esamus cylindricollis
- Esamus dubius
- Esamus falsus
- Esamus feai
- Esamus fistulosus
- Esamus floccosus
- Esamus grisescens
- Esamus hirtus
- Esamus innocuus
- Esamus iracundus
- Esamus lacordairei
- Esamus lateralis
- Esamus lentus
- Esamus leucocephalus
- Esamus lineola
- Esamus longulus
- Esamus luteocinctus
- Esamus madagascariensis
- Esamus mandibularis
- Esamus marginalis
- Esamus mixtus
- Esamus mniszechi
- Esamus montanus
- Esamus niloticus
- Esamus penicillatus
- Esamus pertusiventris
- Esamus piliscapus
- Esamus planus
- Esamus plumbeus
- Esamus plumeus
- Esamus polygrammus
- Esamus princeps
- Esamus productus
- Esamus propinquus
- Esamus protervus
- Esamus rudis
- Esamus rusticus
- Esamus sciurus
- Esamus subaureus
- Esamus subpilosus
- Esamus subvittatus
- Esamus verloreni
- Esamus viridiventris
- Esamus xanthurus